# Contwig
Contwig là một đô thị thuộc huyện Südwestpfalz, trong bang Rheinland-Pfalz, phía tây nước Đức. Đô thị này có diện tích 24,74 km², dân số thời điểm ngày 31 tháng 12 năm 2006 là 5003 người.